# Argyrodes
Argyrodes is een geslacht van spinnen uit de familie kogelspinnen (Theridiidae).